# Cloer Elektrogeräte
Cloer Elektrogeräte ist ein international tätiger Hersteller von Elektrokleingeräten für den Haushalt mit Sitz im sauerländischen Arnsberg-Neheim. Das Familienunternehmen wird in der 4. Generation geführt. Produziert wird seit Anfang des Jahres 1990 nur noch in China.

Historische Logos

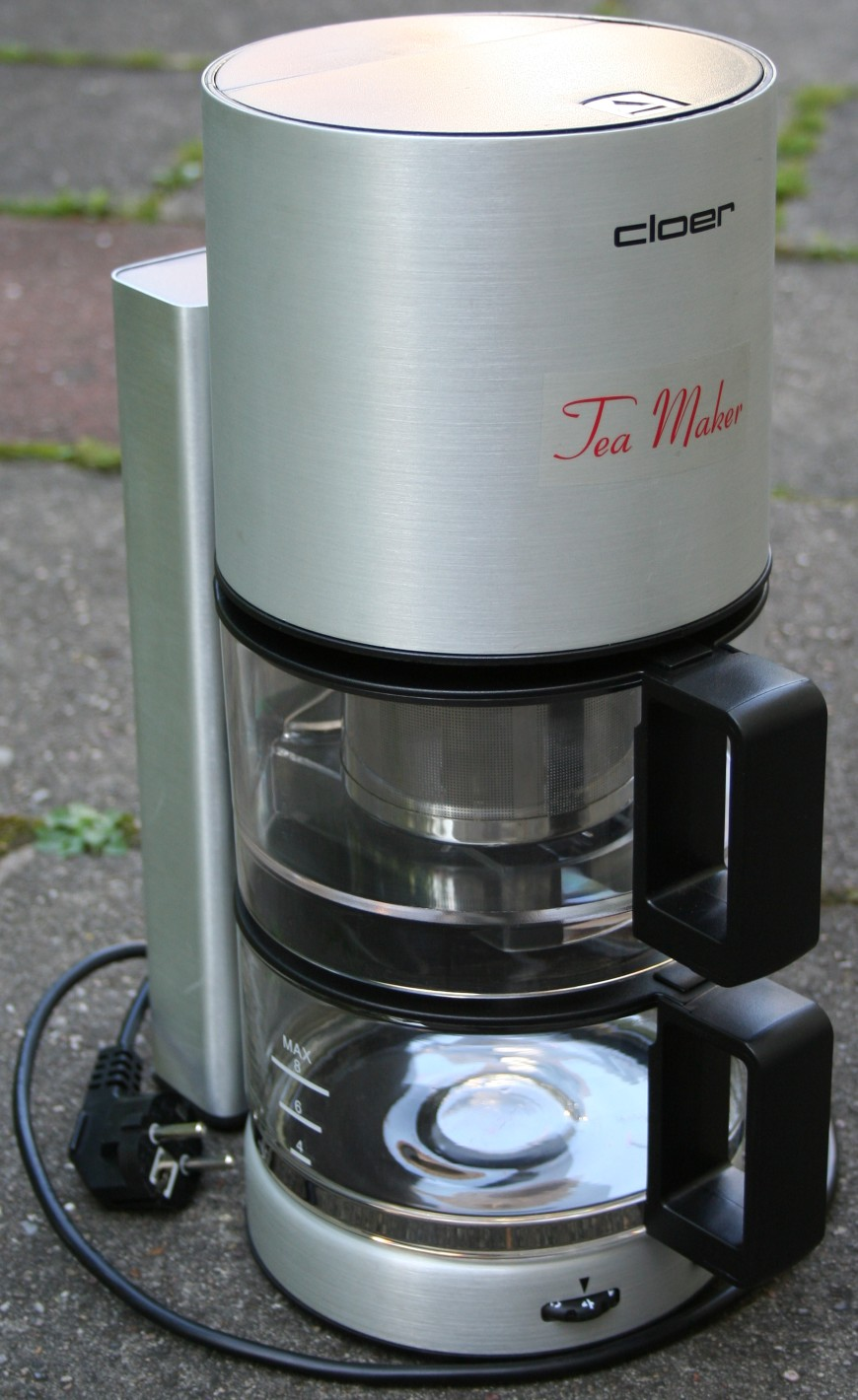
Teeautomat Cloer

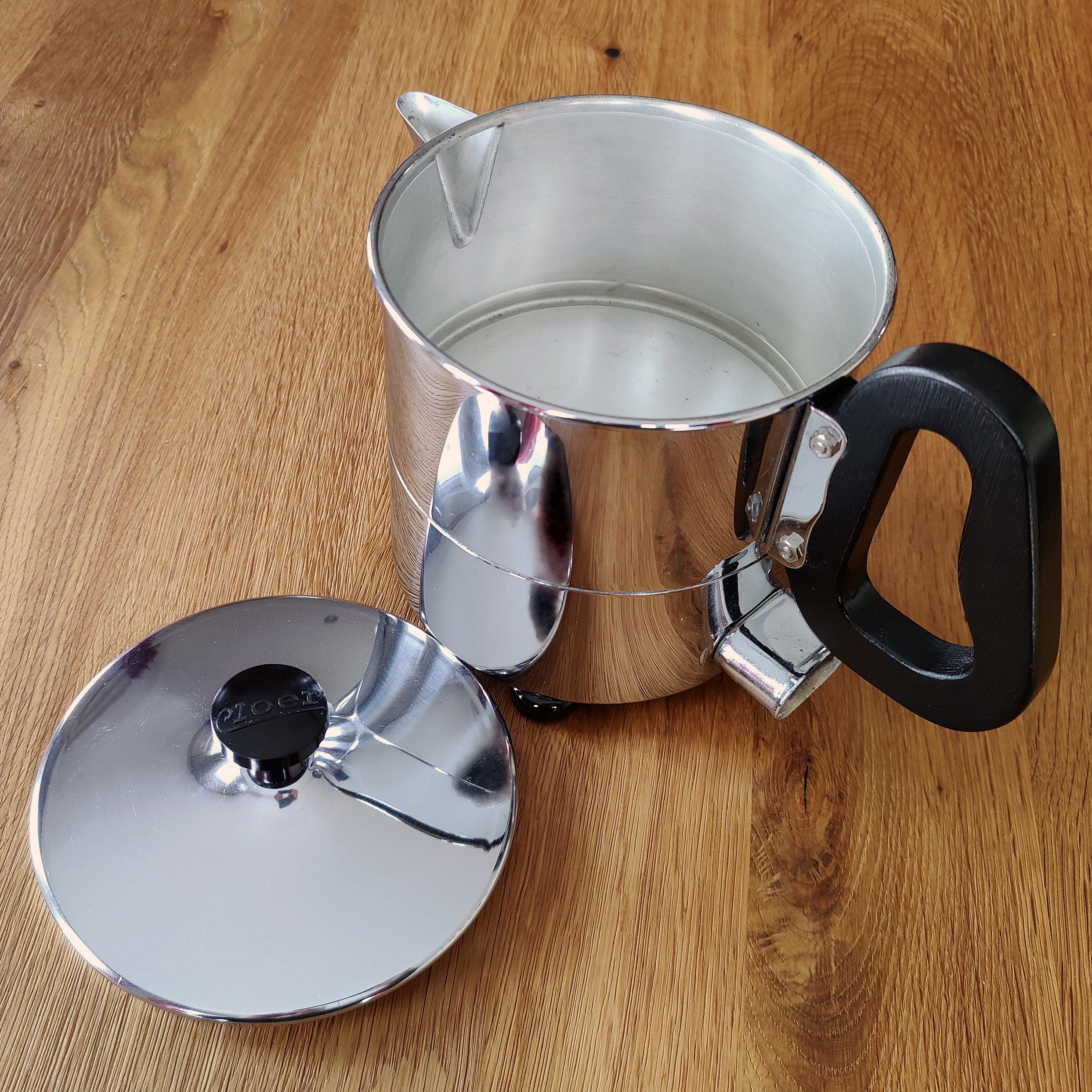
Historischer Wasserkocher der Marke Cloer

## Geschichte
Gegründet wurde das Unternehmen 1898 von Caspar Cloer als Werkzeugbau und Kunstschmiede in Neheim. Seine drei Söhne Eugen, Wilhelm und Carl Cloer übernahmen das Unternehmen Ende der 1920er Jahre und spezialisierten sich auf elektrische Haushaltsgeräte. Zunächst wurden Bügeleisen in Eigenfertigung hergestellt, die aus Grauguss-Sohlen, Metallhauben, Griffen aus lackiertem Holz und einer abnehmbaren Zuleitung mit Porzellan-Stecker und umwebtem Kabel bestanden.
Am 10. Januar 1938 erfolgte eine Eintragung im Handelsregister des Amtsgerichts Arnsberg als Caspar Cloer GmbH & Co. KG. Ab den 1940er Jahren wurden zusätzlich auch Waffeleisen und Wasserkocher produziert. Bei der Entwicklung der Waffeleisen wurde auf die bewährte Technik der Bügeleisen zurückgegriffen. Waffeleisen waren im Prinzip aufgebaut wie zwei aufeinander stehende Bügeleisen. Sie bestanden aus den gegossenen Backplatten, einem Metallgehäuse und ebenfalls lackierten Holzgriffen. In den 1950er Jahren wurden die schweren gusseisernen Platten der Waffelautomaten durch Aluminiumbackplatten ersetzt, was wiederum den Einsatz eines Thermostats nötig machte, da das Aluminium durch seine geringere Schmelztemperatur zu schmelzen drohte. Zusätzlich wurde eine Kontrolllampe eingebaut, die mit der Heizung an- und ausging und damit anzeigte, wann die Waffel fertig war. Somit erfand Cloer das erste Waffeleisen mit Thermostat und Kontrolllampe, den Waffelautomaten. Außerdem wurde die Produktpalette um Hörncheneisen, Speicherplatten und Kontaktgrills erweitert.
Am 7. Juli 1961 wurde beim Deutschen Patent- und Markenamt (DPMA) die Marke „Cloer“ als Wortmarke angemeldet und eingetragen.
Nach dem Tod der drei Brüder übernahm Günther Cloer 1966 das Unternehmen. Er modernisierte es beispielsweise durch die Auslagerung der Produktion und die Vereinfachung der Arbeitsabläufe. Zusätzlich wurde der erste Waffelautomat mit Kunststoffgehäuse entwickelt. Dieser damals noch neue Werkstoff machte Formen möglich, die in Metall nur schwer realisierbar waren.
In den 1970er Jahren folgte aus dem Hause Cloer der erste Waffelautomat mit Backampel und kurze Zeit später wurde das Gerät um den Signalton ergänzt. In den Folgejahren gab es weitere Erfindungen im Hause Cloer.
2004 trat Achim Cloer in die Fußstapfen seines Vaters und übernahm die Geschäftsführung des Unternehmens.
Die Firma führte 2007 einen Plagiatsprozess gegen Tchibo. Anfang 2008 wurde der Prozess beim Landgericht Köln durch Urteil zugunsten Cloers beendet.

## Das Unternehmen heute
Die Cloer Elektrogeräte GmbH vertreibt ihre Waren heute hauptsächlich auf dem deutschen Markt, wo sie im Produktsegment Waffelautomaten 2007 mit 15,8 % Marktanteil 2. Marktführer und wertmäßig mit 32 % Marktanteil Marktführer war. Das Unternehmen verkauft nach eigenen Angaben jährlich mehr als 100.000 Waffeleisen. Kanada, die USA, Japan, Griechenland, Spanien, Norwegen, Russland, die Niederlande oder die Türkei sind unter anderem Abnehmer von Cloer-Elektrogeräten.
2007 wurde die Cloer Asia Pacific Ltd. (kurz „CAP“) mit Sitz in Hongkong, China gegründet. Das Tochterunternehmen steuert und kontrolliert in erster Linie die Produktionspartner der Cloer-Gruppe, um die Abläufe weiter zu verbessern und das Qualitätsmanagement zu optimieren. Darüber hinaus ist die CAP für den kompletten nichteuropäischen Vertriebsraum verantwortlich.

## Produkte
Das Sortiment umfasst etwa 80 verschiedene Produkte, wie Kaffeeautomaten, Waffelautomaten, Wasserkocher, Toaster oder Grills. Im Jahr 2004 erhielt das Unternehmen den Plus X Award für das Design zweier Erzeugnisse.
Waffeleisen waren zudem Testsieger bei Stiftung Warentest.